# 花木兰 (1998年电影)
《花木蘭》是一部由華特迪士尼製作、於1998年首次上映的電腦動畫電影。它的上映日期是1998年6月19日，為第36部華特迪士尼經典動畫長片，也是迪士尼文藝復興的第九部作品。其內容是改編自中國古代漢化胡人的诗歌《木兰辞》，一位名叫花木蘭的女子代父從軍的女性英雄故事。該部電影由班·克洛夫特和貝瑞·庫克執導，羅伯特·D·山·索西編劇，麗塔·蕭、克里斯·桑德斯、菲利普·拉澤布尼克、雷蒙德·辛格和尤金妮亞·博斯特維克-辛格擔任編劇。其配音陣容包括溫明娜、艾迪·墨菲、布萊德利·翁、米高·菲爾、哈維·菲爾斯坦、貝絲·佛勒和喬治·竹井等。
《花木蘭》是迪士尼在佛羅里達州奧蘭多的迪士尼製片廠生產的電影中的第一部，另外兩部則是《星際寶貝》和《熊的傳說》。電影製作始於1994 年，當時曾派出多位藝術導師前往中國取材。最終《花木蘭》於1998年6月19日正式上映，受到評論家和大眾的好評，尤其是對於動畫、劇情、人物設計和配樂讚不絕口，其票房收入超過3.04億美元。它獲得了包括金球獎和奥斯卡金像奖提名，並贏得了多項安妮獎，包括最佳動畫長片等殊榮，《花木蘭》的成功使得之後延伸出了許多的產品，包括一部以錄影帶首映方式發行的電影《花木蘭2》，由妮基·卡羅執導的真人改編電影則於2020年9月4日上映。

## 故事大綱
故事始於中國邊境的萬里長城。以單于為首的匈奴軍隊攻破長城防線、入侵中國，於是皇帝下令徵兵，要求家家戶戶需派一名男丁入伍，保衛家園。
花家的獨生女花木蘭是位聰明伶俐、體貼父親，但有些不符傳統女性形象的姑娘。由於正值待嫁年紀，她的母親和祖母便請媒婆為木蘭帶來好姻緣，木蘭梳妝打扮、穿上自己不習慣的端莊服裝去見媒婆，但由於一隻蟋蟀跟隨而導致一連串意外，使得木蘭與媒婆鬧得不歡而散，失落地回到花家的木蘭對無法展現真實的自己感到難過。
之後花家接到徵兵令，本該由花家唯一的男人、木蘭的父親花弧披掛上陣，但花弧年事已高，腿部又有疾患，認為父親從軍凶多吉少的木蘭便在夜裡割斷長髮、偷走父親的盔甲和徵兵令，女扮男裝代父從軍。花家的列祖列宗得知之後，派出原守護龍木須叫醒巨石神龍追回木蘭，但木須不小心將巨石神龍砸壞，就自己決定將木蘭變成巾幗英雄後重新恢復花家守護神的地位，而蟋蟀也隨木須同去。
木須建議木蘭化名「花平」進入軍中，李將軍之子李翔校尉負責訓練這些剛被徵召來的新兵。李翔一系列嚴格的訓練讓新兵很吃不消，身為女兒身的木蘭更是難以適應，但木蘭並沒有放棄，某一天背著重物成功爬上高柱拿下箭矢，達成了新兵中未曾有人能達成的挑戰，讓李翔對她刮目相看，新兵也因此受到激勵，成為了一支勁旅，最終亦順利結訓。其中三個士兵阿寧、阿堯和金寶成為了木蘭在軍隊裡最好的朋友。
新兵完成訓練後，李翔也帶領他們前往戰場，不料在抵達積雪頗深的蕭關口時卻發現眼前一片火海，李翔亦在金寶拾獲頭盔下得知父親已戰死。在稍微默哀之後、李翔決定帶兵返回京城，但回程時木須不慎向天空發射了一個火砲，導致軍隊行蹤暴露，大批匈奴弓兵射下漫天箭矢重創李翔的部隊，由單于親自率領的騎兵大軍也隨之傾巢而出。木蘭趕緊搶下最後一個火砲、隻身上陣並向雪山山頂開炮，製造雪崩將匈奴的千軍萬馬全數活埋。單于在被雪掩埋之前、憤怒地揮劍重創木蘭，緊接著在雪崩的侵襲下，李翔也差一點摔落山谷，所幸得到木蘭的救助，同時取得單于的佩劍做為戰利品，但木蘭卻在危機解除後因重傷而昏迷。大夫在醫療的過程中，理所當然地發現木蘭是女兒身，原本隨軍的宰相賜福要以叛國罪將木蘭處死，但李翔念在木蘭有救命之恩，僅將她逐出軍隊便返回京城。
木蘭在返鄉途中發現匈奴兵馬並沒有全滅，單于和他的五名餘黨不但倖存、甚至企圖對皇帝不利。木蘭打消返家念頭前往京城。全城百姓張燈結綵，以舞龍舞獅恭賀李翔所率領的部隊打了勝仗，但就在李翔向皇帝獻上單于的佩劍時，藏於暗處的單于突然現身，埋伏在舞龍舞獅內的匈奴餘黨也一擁而上、挾持皇帝進入皇宮裡並鎖上大門。單于強迫皇帝對自己臣服，但皇帝表示無論暴徒如何猖狂也決不低頭。為了拯救皇帝，李翔、木蘭和扮成後宮嬪妃的同袍潛入皇宮裡，將單于的手下一一擊倒並成功救駕，但李翔卻不敵單于，這時木蘭向單于承認自己正是製造雪崩的那名小兵，憤怒的單于便將目標轉向木蘭，兩人在屋頂上展開最後決戰，木蘭與木須協力戰勝單于。爾後木蘭成為中國的巾幗英雄，不只全城百姓對她下跪磕頭，連皇帝也低頭向她致謝。皇帝賜予木蘭一枚信物，象徵她的榮耀以及對中國的付出，也賜予單于的劍，以證明她的英勇事蹟。
木蘭回到了家鄉，並將皇帝賜予的物品獻給她的父親，表示這些都是要給花家光宗耀祖。但是花弧將這些物品丟在一旁、上前擁抱木蘭，表示自己的女兒就是花家的榮耀。與此同時李翔登門拜訪花家，接受木蘭提出共進晚餐的邀請。至於木須則因為襄助木蘭有功，在花家的列祖列宗為木蘭慶祝時升格為花家守護神。

## 配音員
| 配音                       | 配音                | 配音            | 配音              | 角色                             |
| 美國                       | 中國大陸            | 台灣            | 香港              | 角色                             |
| -------------------------- | ------------------- | --------------- | ----------------- | -------------------------------- |
| 溫明娜 莉亞·莎隆嘉（唱）   | 许晴 叶蓓（唱）     | 李玟            | 陳慧琳            | 花木蘭（Mulan）                  |
| 艾迪·墨菲                  | 陈佩斯              | 吳宗憲          | 葛民輝            | 木龍（Mushu）                    |
| 黃榮亮 唐尼·奧斯蒙德（唱） | 成龍                | 成龍            | 成龍              | 李翔校尉（Captain Li Shang）     |
| 米格爾·費勒                | 李建义              | 胡大衛          | 周志輝            | 單于（Chan Yu）                  |
| 瓊·福雷 瑪妮·尼克斯（唱）  | 冯宪珍 王曼丽(唱)   | 崔幗夫          | 黎宣              | 花奶奶（Grandmother Fa）         |
| 哈維·福瑞斯登              | 张潮                | 楊少文          | 梁灼彬            | 阿堯（Yao）                      |
| 傑德·渡辺                  | 郭政建 张涵予（唱） | 李勇 謝文德(唱) | 羅君左 鍾慶鴻(唱) | 阿寧（Ling）                     |
| 傑瑞·唐多                  | 邵峰                | 張立威          | 施介強            | 金寶（Chien-Po）                 |
| 吳漢章                     | 田二喜              | 孫中台          | 龍天生            | 賜福（Chi-Fu）                   |
| 吳順泰                     | 劳力                | 胡立成          | 朱克              | 花弧（Fa Zhou）                  |
| 森田則之                   | 周志强              | 佟紹宗          | 關海山            | 中國皇帝（The Emperor of China） |
| 武井穂郷                   | 党同义              | 雷威遠          | 源家祥            | 祖先（First Ancestor）           |
| 米瑞安·玛格莱斯            | 唐纪琛              | 姜瑰瑾          | 魯芬              | 媒婆（The Matchmaker）           |
| 佛雷达·冯·生               | 郑建初 白永欣(唱)   | 王彬 馬毓芬(唱) | 謝月美 李君筑(唱) | 花李氏（Fa Li）                  |
| 繁田三郎                   | 李立宏              | 康殿宏          | 高翰文            | 李將軍（General Li）             |
| 法蘭克·華爾克              | 使用原音            | 使用原音        | 使用原音          | 幸運蟋蟀（Cri-Kee）              |
| 法蘭克·華爾克              | 使用原音            | 使用原音        | 使用原音          | 阿汗（Khan）                     |
| 克里斯·桑德斯              | 使用原音            | 使用原音        | 使用原音          | 小弟弟（Little Brother）         |
| 马莉·凯·伯格曼             |                     |                 |                   | 其他祖先（Various Ancestors）    |

## 製作
《花木蘭》原本是一部短片，敘述一個中國女孩的故事。迪士尼的顧問以及童書作者羅伯特·山·索西（Robert San Souci）就建議將這部短片發展成一部長篇電影，並以中國的一首詩《木蘭辭》為故事背景（也就是花木蘭的傳說）。於是，迪士尼就將這兩個計畫合併，製成一部長篇電影。
《花木蘭》的製作開始於1994年，製作小組派出了一群藝術家巡訪中國三個星期，去當地取景拍攝，並嘗試描繪當地的景點以製造靈感，同時也可以感受當地的文化。製作小組最後決定要將花木蘭這個角色描寫得更加吸引人且更擁有天真無私的個性，並將電影中出現的場景以類似中國畫和簡單水彩畫的方式呈現，這就和之前注重於描寫細部的兩部影片《獅子王》以及《鐘樓怪人》不同。
而為了要製作同時出現兩千人左右的匈奴士兵攻擊的場景，製作小組研發了一個叫做「Attila」（阿提拉，即指古代匈人的領袖）的人群模擬技術（Crowd Simulation）軟體。這個軟體可以製造出一個同時有幾千個人在獨立活動的場景。另外一個類似的軟體，叫做「Dynasty」（即中國的朝代之意）則被用在電影結尾出現在大明宮中的人群場景。皮克斯的「RenderMan」軟體也有用來協助製作人群效果。另外一個用來製作本片所開發的軟體是「Faux Plane」，它是專門用來在壓縮兩個不同尺寸的圖畫時為畫面增加深度的工具。雖然這個軟體較晚被開發，但是卻用在了影片中的共五個場景，包括片頭的萬里長城，以及片尾大明宮含元殿中的打鬥片段。而在最後木蘭成功擊敗單于，而全大明宮含元殿中的人民都在向木蘭鞠躬時，那個畫面的人群是由真人在鞠躬而進行動畫模擬的，它是後來才被貼至原本存在的電腦動畫背景上的。

## 銷售

### 影評
《花木蘭》所得到的評論大多是屬於正面的，它在爛番茄網站上拿到了87%的好評。史蒂芬·王（Stephen Wong）將影片中的畫面形容為「壯麗」；凱爾·薩格斯（Kyle Suggs）形容為「雄偉」；丹·賈丁（Dan Jardine）則形容為「華麗的動畫」。影評羅傑·艾伯特給了這部電影四顆星中的三顆半，他說：「《花木蘭》是一個非常創新的想法，其故事以及呈現方式足以媲美《美女與野獸》以及《獅子王》。」負面的批評則有形容這部影片是「令人失望的」，有人指出這部片的音樂並不令人印象深刻，且拖慢了電影的腳步。有些人也說到這部電影在描寫亞洲社會的人物時，給人一種非常「洩氣」的感覺。
這部影片同時也是許多女權主義者影評的評論對象。

### 票房收入
《花木蘭》在美國剛上映的第一個週末票房為2280萬美元，是當時一週內票房第二高的電影，僅次於《X檔案》（The X-Files）。它最後在美國國內獲得了約1.2億美元，以及全世界約總共3億美元的票房收入，使它成為年度第二高票房的家庭影片，僅次於《蟲蟲危機》，以及全部電影中的第七名。雖然《花木蘭》成功超越了前兩部片《鐘樓怪人》以及《大力士》，但是卻仍然沒有辦法超過迪士尼於1990年代初期發表的一些電影，如《美女與野獸》、《獅子王》和《阿拉丁》。其它票房收入高的國家包括了英國（1460萬美元）和法國（1020萬美元）等。

### 得獎項目
《花木蘭》贏得了許多的安妮獎。這部影片最主要獲得的獎項就是「最佳動畫片獎」，其它各別獎項則有最佳導演獎、最佳編劇獎、最佳製作設計獎以及最佳音樂獎等等。該電影的音樂也普遍受到了不少好評，傑瑞·高史密斯獲得了1999年的「BMI電影音樂獎」，並且於1998年被提名入圍了金球獎的「最佳原創音樂獎」。它也在1998年被選入奧斯卡金像獎的最佳原創音樂獎，但被《莎翁情史》的史蒂芬·沃貝克所超越。馬修·威德（Matthew Wilder）以及大衛·吉波（David Zippel）同時也因為「倒影」（Reflection）這首歌被提名入圍金球獎的「最佳原創歌曲獎」，但是被《楚門的世界》等電影擊敗。
電影被提名至2008年，由美國電影協會評選的AFI十大類型十大佳片中，但沒有入選。

### 在中國大陸的反應
迪士尼很希望能夠將《花木蘭》這部片推廣給中國大陸，希望能夠重新創造1994年《獅子王》在大陸所獲得的佳績。當時，《獅子王》在中國大陸是票房收入最高的西方電影之一。同時，迪士尼也希望能夠藉著這部片重新和中國大陸官方建立良好關係。自從1997年迪士尼所資助的一部敘述達賴喇嘛生平的電影《達賴的一生》（Kundun）發行後，迪士尼和大陸官方就處於較緊張的關係，因為大陸官方認為這部片涉及到了政治性的刺激。大陸官方因為這部電影就告诫迪士尼，打算減少和迪士尼的商業往來，但最後，經過了一年的延期，大陸官方還是同意讓這部片在中國大陸發行中文的版本，但是必須在春節之後發行，以確保國內的影片能夠拿到較多的假期市場收入。

## 中華文化

### 劇情和傳說的比較
在中國，有一個傳說，敘述一位名叫花木蘭，代父從軍的女英雄。花木蘭最早可以追溯到一首古詩《木蘭辭》，根據傳說，花木蘭生活的時代約為北魏時期（386年—535年）。但又有另一種說法，則是指花木蘭是隋煬帝的妾（在位期間604年—617年）。而這部影片中設定的時代則更接近現代，因為電影中出現了大明宮等地標，而大明宮興建的時代大約是7世紀左右的唐朝。战争人数过少，场面不符实际。另外，在北魏時期，由於孝文帝的漢化措施，匈奴人已經被融入到中國文化中了，所以比較不太可能有如電影中匈奴人攻打中國的事情發生。而且，根據中國的傳統服飾（漢服）來看，電影中所使用的服裝大約是15世紀時候的。還有，電影中用到的煙火則又表明了其時代為隋朝或之後。花木蘭這個角色是被設定在北方，而北方在現今所使用的主要語言為現代北方官话，但是電影中的花家的「花」所使用的英文拼音為「Fa」，而這是現代粵語的發音。迪士尼所描寫的花木蘭這個角色大致上和原本的傳說類似：一個老兵的女兒，有點男人婆的個性，和社會上所期待女性應有的表現不相符合等。不過，在原傳說中，木蘭代父從軍時所使用的是他父親的名字，而不是本片中的「花平」，而且木蘭本來在傳說中從頭到尾都沒有被發現是一個女人。

### 語言
在本片中，當花木蘭在軍中假扮為男人時，所使用的名字是一個中文的雙關語。在英文版中，花木蘭化名的原文為「Ping」，發音為「ㄆㄧㄥ」。當和姓氏組合在一起後，念起來就會變成「花平」，而類似中文的一個詞「花瓶」。在中文中，花瓶除了其本身這個物體的意義外，還有另外一個意思。由於花瓶的作用只是用作插花，是陪襯、裝飾的容器，因此在俗語中是貶義詞，常用來形容外貌美麗，但思想空泛，沒有智慧的女子。但是在中文版本的電影中，字幕所使用的名字為「花平」而非「花瓶」，以避免貶義詞帶來的混淆。而另外，皇帝的顧問（宰相）的名字為「祈福」（Chi Fu），但是其實就發音來看，也可以解釋為「欺負」。

## 音樂
《花木蘭》這部電影發行了一張原聲帶，其製作人為傑瑞·高史密斯，其中五首歌的作曲和作詞分別為馬修·威德（Matthew Wilder）以及大衛·吉波（David Zippel）。克莉絲汀·阿奎萊拉演唱了該專輯中的「心湖倒影」（Reflection）這首歌，它不但被提名入圍金球獎的「最佳原創歌曲獎」，同時也奠定了克莉絲汀現在的成就基礎，因為她也因為這首歌得到了RCA唱片公司的合約。1999年，克莉絲汀發表了她的第一張同名專輯，而「倒影」這首歌就有被收錄在其中。除了克莉絲汀·阿奎萊拉有演唱這首「倒影」之外，另外還有多種語言的翻唱版本：由波蘭女歌手艾迪塔·歌娳婭演唱的波蘭語版本魔鏡幻影（波蘭語：Lustro）、Malú以及Lucero兩人分別演唱的兩種西班牙語版本、由Sandy & Junior演唱的葡萄牙語版本、香港女歌手陳慧琳演唱歷史悠久的粵語版本（「倒影/影中我」）、朴正炫演唱的韓語版本以及香港出生的女歌手李玟演唱的國語版本（「自己」）等。
莉亚·莎隆嘉（Lea Salonga）擔任了這部電影中花木蘭唱歌時的配音，她同時也是電影《阿拉丁》中茉莉公主（Princess Jasmine）的唱歌配音。她非常喜歡在她的演唱會上表演電影中的配樂，而在一次迪士尼電影配樂的演唱會上，她表演了一首延長版的「倒影」（和克莉絲汀·阿奎萊拉所演唱的版本不同），並成為了整個演唱會的焦點。而在這部電影的續集《花木蘭2》中，她也再次擔任了花木蘭唱歌時的配音。電影中木蘭剪掉自己的頭髮時的那一段背景音樂，在電影中用的是合成器作為樂器，但原聲帶中卻是一個交響樂的版本。至於合成器版本的這段音樂，可以在限定版的原聲帶中找到。

## 發行
《花木兰》在臺灣、中国大陆以及香港分别是由中录德加拉、博伟及洲立影片發行公司所發行。而這部電影也有製作電影原聲帶，並由迪士尼在2005年推出。同年，续集《花木蘭2》也相繼發行。

## 流行文化
《花木兰》在北美放映期间，麦当劳曾为推广电影限时推出过一种叫“四川辣酱”的麦乐鸡蘸酱。在2017年时，美国当红动画片《瑞克和莫蒂》第三季第一集中，主角瑞克谈起该酱料表示十分美味，并表示遗憾再也吃不到了。剧集播出后在网络上引起巨大反响，并让麦当劳在随后表示将在2017年内重新提供该酱料。